# Žikica Milosavljević
Žikica Milosavljević; serbs.  Жикица Милосављевић (ur. 14 stycznia 1972 w Pančevie), serbski piłkarz ręczny grający jako prawoskrzydłowy. Z reprezentacją Jugosławii zdobył brązowy medal mistrzostw Europy w 1996 r. w Hiszpanii oraz dwa brązowe medale Mistrzostw Świata w 1999 i Mistrzostw Świata w 2001.

## Nagrody indywidualne
- Mistrzostwa Świata:
  - najlepszy prawoskrzydłowy Mistrzostw Świata 2001